# Oggetti smarriti (Sergio Caputo)
Oggetti smarriti è un album del cantautore italiano Sergio Caputo, pubblicato nel 2018 dall'etichetta discografica Alcatraz Moon.

## Descrizione
Questo disco di Sergio Caputo è un progetto acustico che raccoglie undici brani, tra cui tre inediti e otto reinterpretazioni di canzoni meno conosciute del suo repertorio. Il titolo fa riferimento a queste "gemme nascoste" della sua carriera, che vengono riproposte in una veste essenziale, con chitarra, voce e strumenti di accompagnamento come maracas, armonica e tamburello.
Tra i brani spicca l'inedito Scrivimi scrivimi che si distingue per essere l'unico non acustico dell'album tra gli 11, che coprono un arco temporale dal 1978 al 2015.
Gli altri due inediti sono Io, l'ombra e la Luna, scritto nel 1977-1978 e Via Borsieri blues. In via Borsieri a Milano c'è il noto locale blues "Blue Note" ma il riferimento è a via Borsieri a Roma.

## Tracce
CD (Alcatraz Moon, B07CF6X76M)
Testi e musiche di Sergio Caputo.
1. Scrivimi scrivimi – 3:53
2. Disneyland – 3:41
3. Dalla peste di Parigi – 3:49
4. A bazzicare il lungomare – 4:03
5. Straight for My Heart – 3:49
6. Rifarsi una vita – 4:00
7. Quando un amore va – 4:29
8. Meglio così – 4:55
9. Libertà dove sei – 4:56
10. Io, l'ombra e la Luna – 3:53
11. Via Borsieri blues – 4:20

Durata totale: 45:48

## Formazione
- Sergio Caputo - voce, chitarra, maracas,tamburello, armonica.